# Gauna aegusalis
Gauna aegusalis är en fjärilsart som beskrevs av Walker 1859. Gauna aegusalis ingår i släktet Gauna och familjen mott. Inga underarter finns listade i Catalogue of Life.

## Bildgalleri

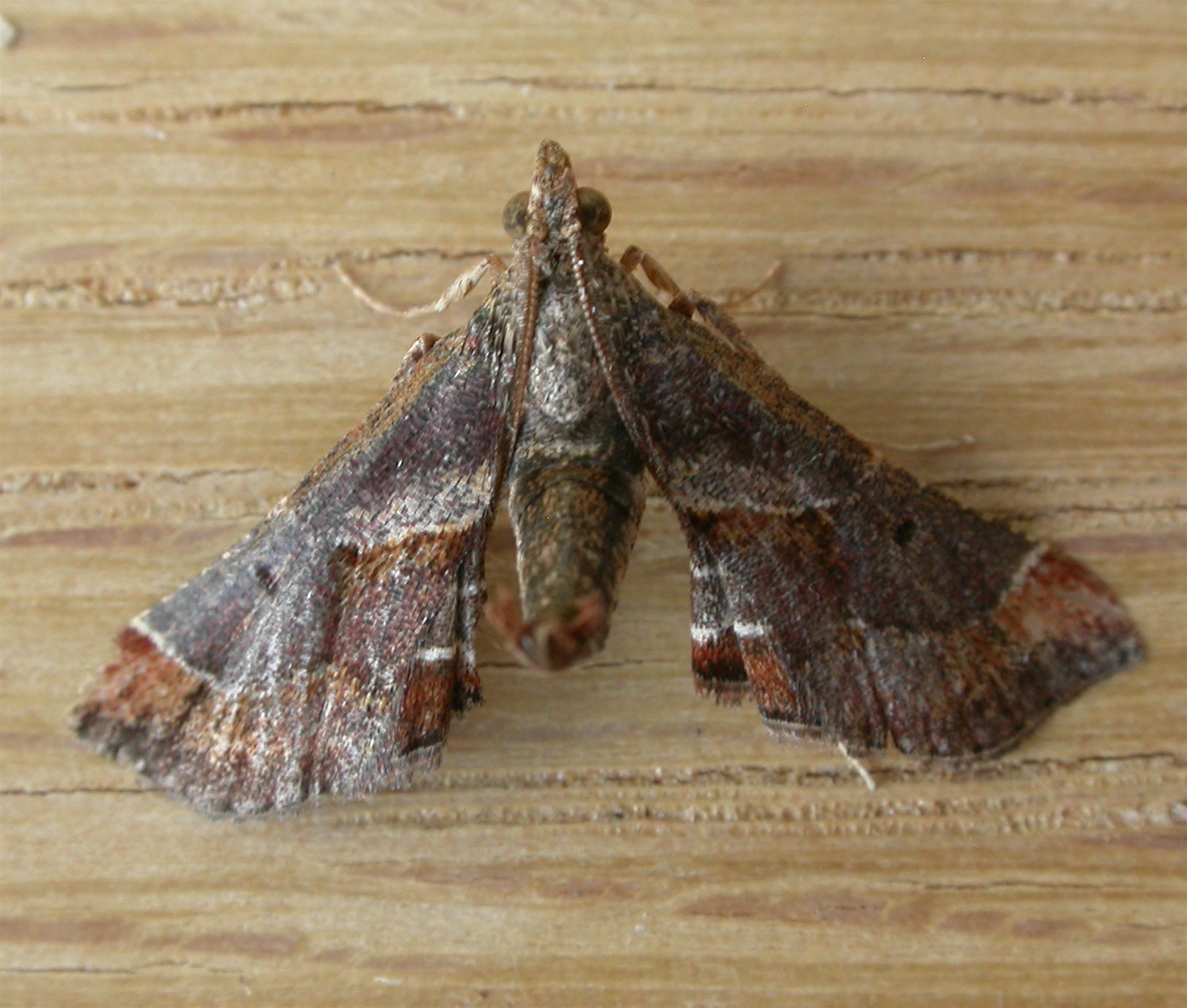